# Aire d'attraction de Saint-Girons
L'aire d'attraction de Saint-Girons est un zonage d'étude défini par l'Insee pour caractériser l’influence de la commune de Saint-Girons sur les communes environnantes. Publiée en octobre 2020, elle se substitue à l'aire urbaine de Saint-Girons, qui comportait 39 communes dans le dernier zonage qui remontait à 2010.

## Définition
L’aire d’attraction d'une ville est composée d’un pôle, défini à partir de critères de population et d’emploi ainsi que d’une couronne constituée des communes dont au moins 15 % des actifs travaillent dans le pôle. Le pôle d’attraction constitue ainsi un point de convergence des déplacements domicile-travail,.

## Type et composition
L’aire d'attraction de Saint-Girons est une aire inter-départementale qui comporte 70 communes : 68 situées en Ariège et 2 dans la Haute-Garonne (Francazal et His).
Elle est catégorisée dans les aires de moins de 50 000 habitants, une catégorie qui regroupe 16,6 % de la population d'Occitanie et 12,2 % au niveau national.

### Carte

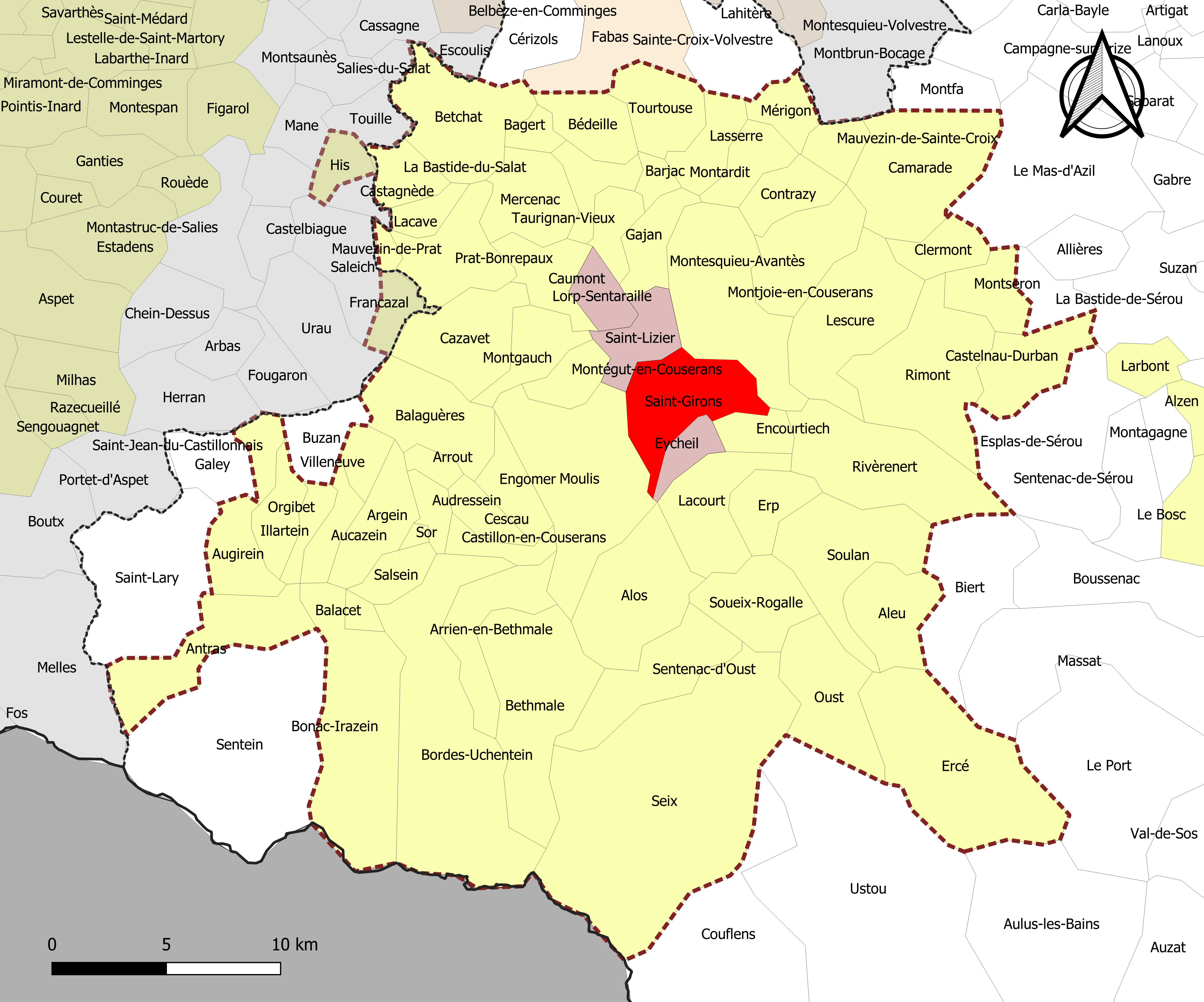
Carte de l'aire d'attraction de Saint-Girons.
Commune-centre
Commune du pôle principal
Commune de la couronne

### Composition communale
| Catégorie                  | Département   | Communes | Communes |
| Catégorie                  | Département   | Nombre   | Libellé |
| -------------------------- | ------------- | -------- | --- |
| Commune-centre             | Ariège        | 1        | Saint-Girons. |
| Communes du pôle principal | Ariège        | 3        | Eycheil, Saint-Lizier, Lorp-Sentaraille. |
| Communes de la couronne    | Ariège        | 64       | Aleu, Alos, Antras, Argein, Arrien-en-Bethmale, Arrout, Aucazein, Audressein, Augirein, Bagert, Balacet, Balaguères, Barjac, La Bastide-du-Salat, Bédeille, Betchat, Bethmale, Bonac-Irazein, Bordes-Uchentein, Camarade, Castelnau-Durban, Castillon-en-Couserans, Caumont, Cazavet, Cescau, Clermont, Contrazy, Encourtiech, Engomer, Ercé, Erp, Gajan, Illartein, Lacave, Lacourt, Lasserre, Lescure, Mauvezin-de-Prat, Mauvezin-de-Sainte-Croix, Mercenac, Mérigon, Montardit, Montégut-en-Couserans, Montesquieu-Avantès, Montgauch, Montjoie-en-Couserans, Montseron, Moulis, Orgibet, Oust, Prat-Bonrepaux, Rimont, Rivèrenert, Saint-Jean-du-Castillonnais, Salsein, Seix, Sentenac-d'Oust, Sor, Soueix-Rogalle, Soulan, Taurignan-Castet, Taurignan-Vieux, Tourtouse, Villeneuve. |
| Communes de la couronne    | Haute-Garonne | 2        | Francazal, His. |